# Euglenes securipes
Euglenes securipes es una especie de coleóptero de la familia Aderidae.

## Distribución geográfica
Habita en Camerún.